# Brunbergstjärnarna
Brunbergstjärnarna är en sjö i Norsjö kommun i Västerbotten och ingår i Skellefteälvens huvudavrinningsområde.